# Ink
«Ink» és una cançó de la banda britànica Coldplay llançada el 13 d'octubre de 2014 com a cinquè senzill del seu sisè àlbum d'estudi, Ghost Stories.
Per promocionar el senzill van llançar un videoclip molt especial, ja que era interactiu, l'espectador pot escollir entre diverses possibilitats en les quals la història es va desenvolupant d'una forma o una altra. Com un conte infantil on el protagonista pot escollir un camí o un altre, el personatge principal del videoclip d'animació es troba en aquesta tessitura, i és l'espectador que decideix quin camí prendre. La història interactiva permet el trajecte d'un viatger perdut fins a la fi del món amb l'esperança de trobar el seu amor perdut. L'equip de disseny fou l'agència Blind de Los Angeles, que es van encarregar d'escriure, dirigir i animar amb la col·laboració de l'empresa Interlude per construir 300 escenaris diferents.
Van afegir la cançó a la gira Ghost Stories Tour breument i també la van interpretar en dates seleccionades de la gira A Head Full of Dreams Tour.

## Llista de cançons
CD senzill
1. «Ink» − 3:48
2. «Ink» (instrumental) − 3:48

Descàrrega digital senzill
1. «Ink» (directe a Le Casino de Paris, París) − 3:48